# 아란 계곡

아란 계곡의 위치

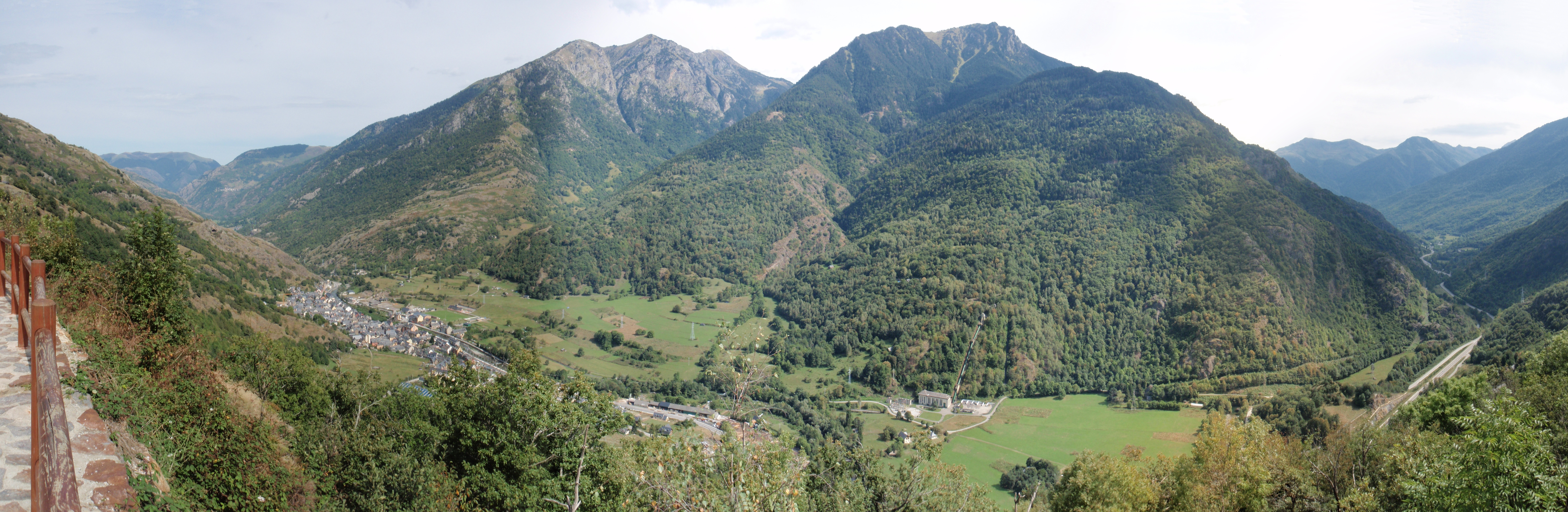
전경

아란(Aran, 이전 공식 명칭: Val d'Aran)은 스페인 카탈루냐의 지역으로, 례이다도 북서부의 피레네산맥에 위치해 있다. 여기에는 620.47 제곱 킬로미터의 아란 계곡이 구성되어 있다.
이 계곡은 인접한 스페인의 유일한 두 지역 가운데 하나를 구성한다.